# Паульсен, Вильфрид
Вильфрид Паульсен (нем. Wilfried Paulsen; 31 июля 1828, поместье Нассенгрунд, близ Бломберга — 2 февраля 1901, там же) — немецкий шахматист, растениевод.
Старший брат Людвига Паульсена и Амалии Лельман.

## Биография
Родился в семье крупного землевладельца. Не получил профессионального агрономического образования, но освоил значительный объем знаний по теории и практике земледелия. Получив в наследство 82 гектара земли, с 1846 г. в своем имении Нассенгрунд занимался выращиванием картофеля. В 1864 г. добился большого успеха: из сеянцев вырастил новый сорт, который назвал Нассенгрунд № 1 (нем. Erste von Nassengrund). В последующие годы вывел еще целый ряд сортов картофеля, в том числе раннеспелый сорт Июльский Паульсена (нем. Paulsens Juli), известно также, что двум сортам он дал названия в честь известных шахматистов своего времени — «Андерсен» и «Морфи». Также В. Паульсен основал один из крупнейших в Германии фондов посадочного материала.
За заслуги в области выращивания картофеля в 1894 г. Паульсену была вручена большая серебряная медаль Немецкого сельскохозяйственного общества. В 1895 г. В. Паульсен получил почетное звание Ökonomierat.
Пик шахматной карьеры В. Паульсена пришелся на 1860—1870-е гг., когда он дважды победил на конгрессах Западногерманского шахматного союза. В последующие годы он участвовал в соревнованиях намного реже и не добивался прежних успехов. После 7-го конгресса Германского шахматного союза В. Паульсен окончательно отошел от практики.

## Таблица результатов
| Год  | Город              | Турнир                                              | + | −  | = | Результат | Место |
| ---- | ------------------ | --------------------------------------------------- | - | -- | - | --------- | ----- |
| 1862 | Дюссельдорф        | 2-й конгресс Западногерманского шахматного союза    |   |    |   |           | 2—6   |
| 1863 | Дюссельдорф        | 3-й конгресс Западногерманского шахматного союза    | 3 | 1  | 1 | 3½ из 5   | 2     |
| 1867 | Кёльн              | 6-й конгресс Западногерманского шахматного союза    | 2 | 1  | 0 | 2 из 3    | 1—2   |
| 1868 | Аахен              | 7-й конгресс Западногерманского шахматного союза    | 1 | 2  | 0 | 1 из 3    | 3—4   |
| 1869 | Бармен             | 8-й конгресс Западногерманского шахматного союза    | 1 | 4  | 0 | 1 из 5    | 5     |
| 1871 | Крефельд           | 9-й конгресс Западногерманского шахматного союза    | 0 | 5  | 0 | 0 из 5    | 6     |
| 1876 | Дюссельдорф        | 10-й конгресс Западногерманского шахматного союза   |   |    |   |           | 1     |
| 1877 | Лейпциг            | 3-й конгресс Центральногерманского шахматного союза | 1 | 7  | 3 | 2½ из 11  | 11—12 |
| 1878 | Франкфурт-на-Майне | 12-й конгресс Западногерманского шахматного союза   | 4 | 4  | 1 | 4½ из 9   | 5—6   |
| 1879 | Лейпциг            | 1-й конгресс Германского шахматного союза           | 3 | 5  | 3 | 4½ из 11  | 8—10  |
| 1880 | Брауншвейг         | 13-й конгресс Западногерманского шахматного союза   |   |    |   |           | 6     |
|      | Висбаден           | Международный турнир                                | 4 | 6  | 5 | 6½ из 15  | 11    |
| 1881 | Берлин             | 2-й конгресс Германского шахматного союза           | 5 | 6  | 5 | 7½ из 16  | 11    |
| 1883 | Нюрнберг           | 3-й конгресс Германского шахматного союза           | 4 | 9  | 5 | 6½ из 18  | 15    |
| 1885 | Гамбург            | 4-й конгресс Германского шахматного союза           | 1 | 10 | 6 | 4 из 17   | 16—17 |
| 1888 | Лейпциг            | Турнир немецких мастеров                            | 2 | 1  | 4 | 2½ из 7   | 5—6   |
| 1892 | Дрезден            | 7-й конгресс Германского шахматного союза           | 1 | 12 | 3 | 2½ из 16  | 16—17 |